# Dover (Oregon)
Dover az Amerikai Egyesült Államok Oregon államának Clackamas megyéjében elhelyezkedő önkormányzat nélküli település.
A posta 1890 és 1911 között működött.